# Vivien Sándorházi
Vivien Sándorházi (Budapest, 3 de enero de 2001) es una deportista húngara que compite en bádminton. Ganó una medalla de bronce en el Campeonato Europeo de Bádminton de 2025, en la prueba individual.

## Palmarés internacional
| Campeonato Europeo | Campeonato Europeo  | Campeonato Europeo | Campeonato Europeo |
| Año                | Lugar               | Medalla            | Prueba             |
| ------------------ | ------------------- | ------------------ | ------------------ |
| 2025               | Horsens (Dinamarca) | Medalla de bronce  | Individual         |